# Винфилд Скот
Винфилд Скот (енгл. Winfield Scott; Округ Динвиди, 13. јун 1786 – 29. мај 1866) био је амерички генерал, који је командовао у свим ратовима које су САД водиле у првој половини 19. века.

## Каријера

### Рат из 1812.
У англо-америчком рату (1812-1815) командовао је заштитницом у десанту на Берлингтон и Јорк 1813, а у бици код Чипеве (енгл. Battle of Chippawa), и код Ландис Лејна (енгл. Battle of Lundy's Lane) 1814. бригадом.

### Индијански ратови
Од 1826. био је председник Војног комитета САД. Учествовао је 1832. у суровом угушивању побуне Индијанаца у области Мисисипија. У другом семинолском рату (1836-1842) у Флориди, немилосрдно се обрачунавао са Семинолима, прогањао их и присилно исељавао у резерват западно од Мисисипија.

### Врховни командант
Од 25. јуна 1841. Скот је био врховни командант армије САД. У америчко-мексичком рату (1846-1848) руководио је операцијама при освајању града Мексика. У Америчком грађанском рату (1861-1865) извесно време командовао је снагама Севера које су браниле Вашингтон.

## Дела
Написао је Општа војна правила (енгл. General Regulations for the Army) 1825, Тактику пешадије (енгл. Infantry Tactics) 1835. и мемоаре (1864).